# Krabbpulsaren

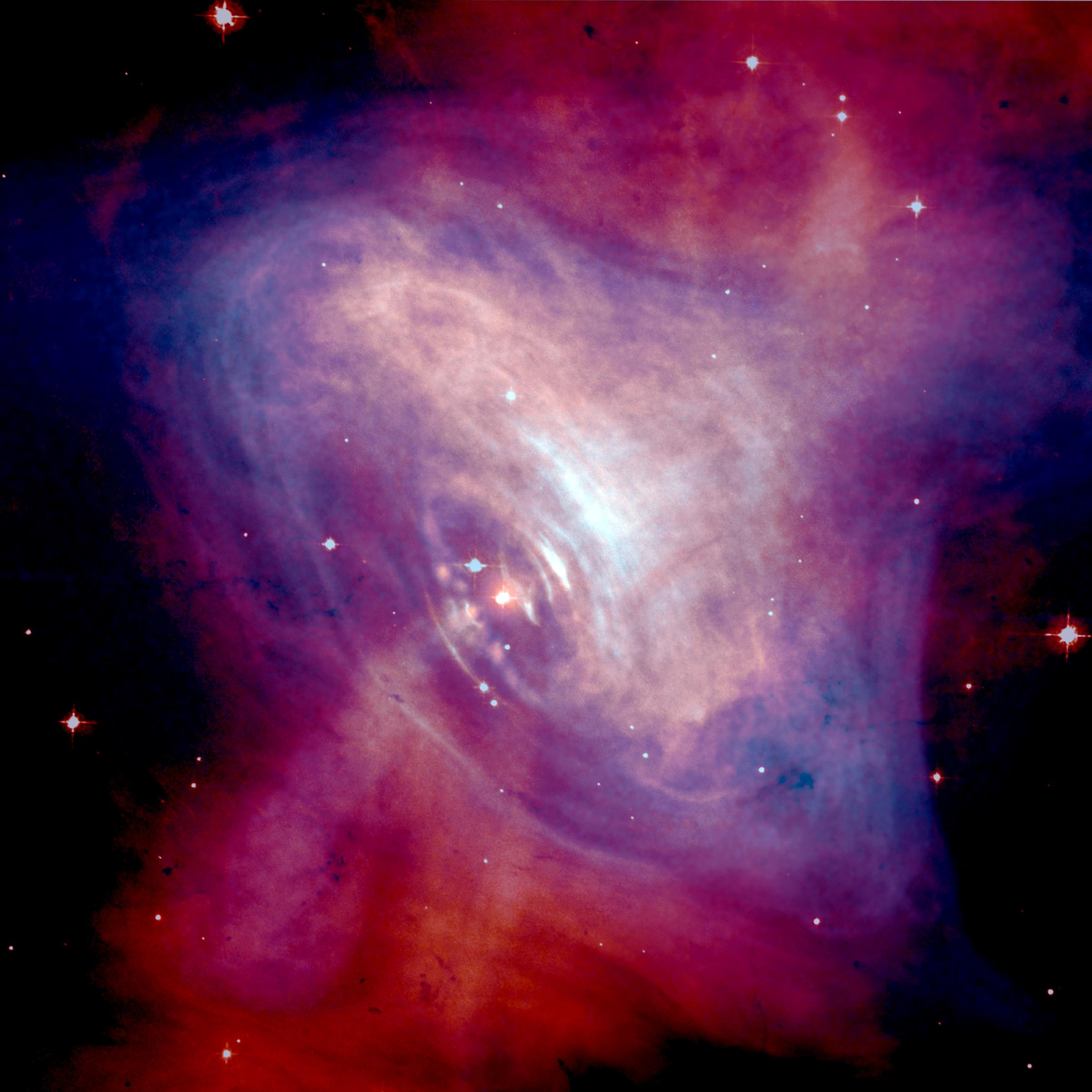
Krabbnebulosan, som innehåller Krabbpulsaren.

En slow motion-film föreställande Krabbpulsarens strålning på 800 nm-bandet, tagen med en lucky imaging-kamera från Cambridge University, som visar den starka pulsen och den svagare mellanpulsen.

Krabbpulsaren (PSR B0531+21) är en relativt ung neutronstjärna och centralstjärna i Krabbnebulosan, resterna av supernovan SN 1054 som observerades över hela Jorden år 1054. Krabbpulsaren upptäcktes år 1968 och var den första pulsar som associerades med resterna av en supernova.
Den optiska pulsarens diameter är ungefär 25 km och pulsarens strålar roterar med ungefär 30 varv per sekund. Strålningen sträcker sig hela vägen från radiovågor till gammastrålning. Rotationens periodtid avtar med 38 nanosekunder per dygn på grund av den energi som strålas ut.
Krabbnebulosan används ofta vid kalibrering av röntgenastronomisk utrustning då dess intensitet i röntgenbandet är hög och konstant (med undantag för pulsarstrålningen som är periodisk och kan användas för att testa synkroniseringen av röntgendetektorerna). Inom röntgenastronomin används ibland de inofficiella enheterna "crab" och "millicrab" för flödestäthet. 
Astronomen Curtis Michel föreslog år 1970 att det kan finnas en planet som kretsar kring Krabbpulsaren, någon som skulle förklara vissa variationer i pulsfrekvensen. Dess massa skulle i så fall vara ungefär tre gånger jordens och dess avstånd från Krabbpulsaren skulle vara ungefär 0,3 astronomiska enheter.